# Litsea suboppositifolia
Litsea suboppositifolia är en lagerväxtart som beskrevs av Francis S.P. Ng. Litsea suboppositifolia ingår i släktet Litsea och familjen lagerväxter. Inga underarter finns listade i Catalogue of Life.